# 퍼기브 카인드
퍼기브 카인드(The Fugitive Kind)는 미국에서 제작된 시드니 루멧 감독의 1960년 영화이다. 말론 브란도 등이 주연으로 출연하였고 마틴 주로우 등이 제작에 참여하였다.

## 출연

### 주연
- 말론 브란도
- 안나 마냐니

### 조연
- 조앤 우드워드
- 모린 스태플튼
- 빅터 조리
- R.G. 암스트롱
- 존 배러그레이
- 샐리 그레이시
- 루실 벤슨
- 벤 야피

## 제작진
- 원작자: 테네시 윌리엄스
- 미술: 리처드 실버트
- 의상: 프랭크 L. 톰슨
- Ass-PD: 조지 저스틴